# صندوق حلوى صيني

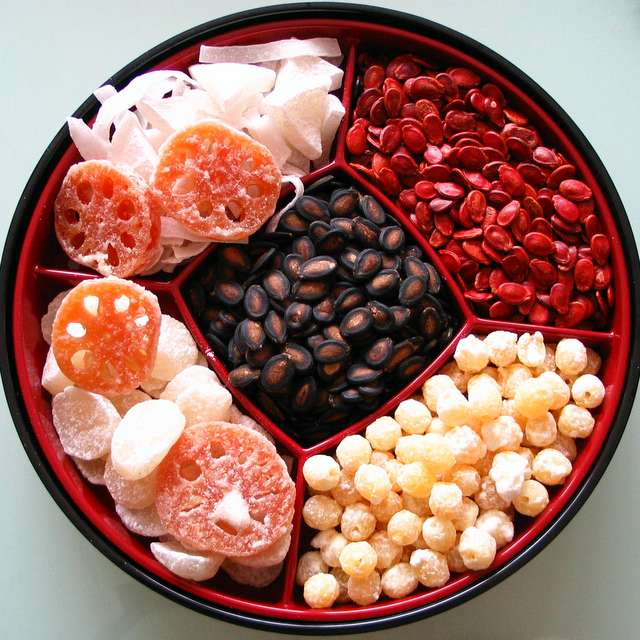
صندوق الحلوى الصيني

صندوق الحلوى الصيني هو صندوق مُتَوَارَثْ صُنعَه عبر الأجيال ويُستَخدَم بالسَنَة الصينية الجديدة لحفظ وتخزين الحلوى وغيرها من السِلَع الصَّالِحَة للأكل. وعادةً ما يكون لهذا الصندوق غطاء؛ وتتميز بعض هذه الصناديق بغطاءٍ أكثر فخامةً واتساعًا عن غيرها. وعادةً ما يُطلَى الصندوق بطلاءٍ أحمر أو أسود، وذلك لأن صناديق الحلوى الصينية المُتوارثة كانت تُصنَع من الخشب المَطلِيّ. كما أن الطلاء الأحمر يرمُزُ للحظ الطيِّب والبهجة (انظر اللون في الثقافة الصينية). ونظرًا لبهاظة تكاليف الخَشَب المَطلِيّ، تُصنَع مُعظَم صناديق الحلوى الصينية الحديثة الآن من البلاستيك، وإن كان بعضها ما زال يُصنَع من الخَشَب المَطلِيّ.

## المُنَاسَبَات
بالرَّغم من أنَّ بعض حضارات الصين الإقليمية قد تَستَخدِمُ صندوق الحلوى الصيني احتفاءً بمناسباتٍ أخرى مهمة كمُناسَبَات الزواج الصينية إلا أنَّهُ عادةً ما يُستَخدَمُ بمناسبة السنة الصينية الجديدة. وغالبًا ما يحتوي الصندوق على 8 أو 6 (أرقام مُبارِكَة جالِبَة للحَظ) أنواعٍ من الفاكهة المُجَفَّفَة المحفوظة بالسكر أو بعض الخضراوات المُجَفَّفَة كالقَرع المُرّ.

## السِلَع التي تُحفَظُ بالصندوق
- عُملاتُ شيكولاتة.
- بذور لوتس مُجَفَّفَة مُحَلَّاة.
- جذور لوتس مُجَفَّفَة مُحَلَّاة.
- بذور شمام.
- برتقال كمكوات ذهبي مُجَفَّفْ مُحَلَّى.
- أناناس مُجَفَّفْ مُحَلَّى.
- جوز هند مُجَفَّفْ مُحَلَّى.
- شرائح جزر مُجَفَّفَة مُحَلَّاة.
- زنجبيل مُجَفَّفْ مُحَلَّى.
- كستناء الماء مُجَفَّفْة مُحَلَّاة.
- قرع شمعي مُجَفَّفْ مُحَلَّى.
- فول سوداني مُجَفَّفْ.